# 荻生站

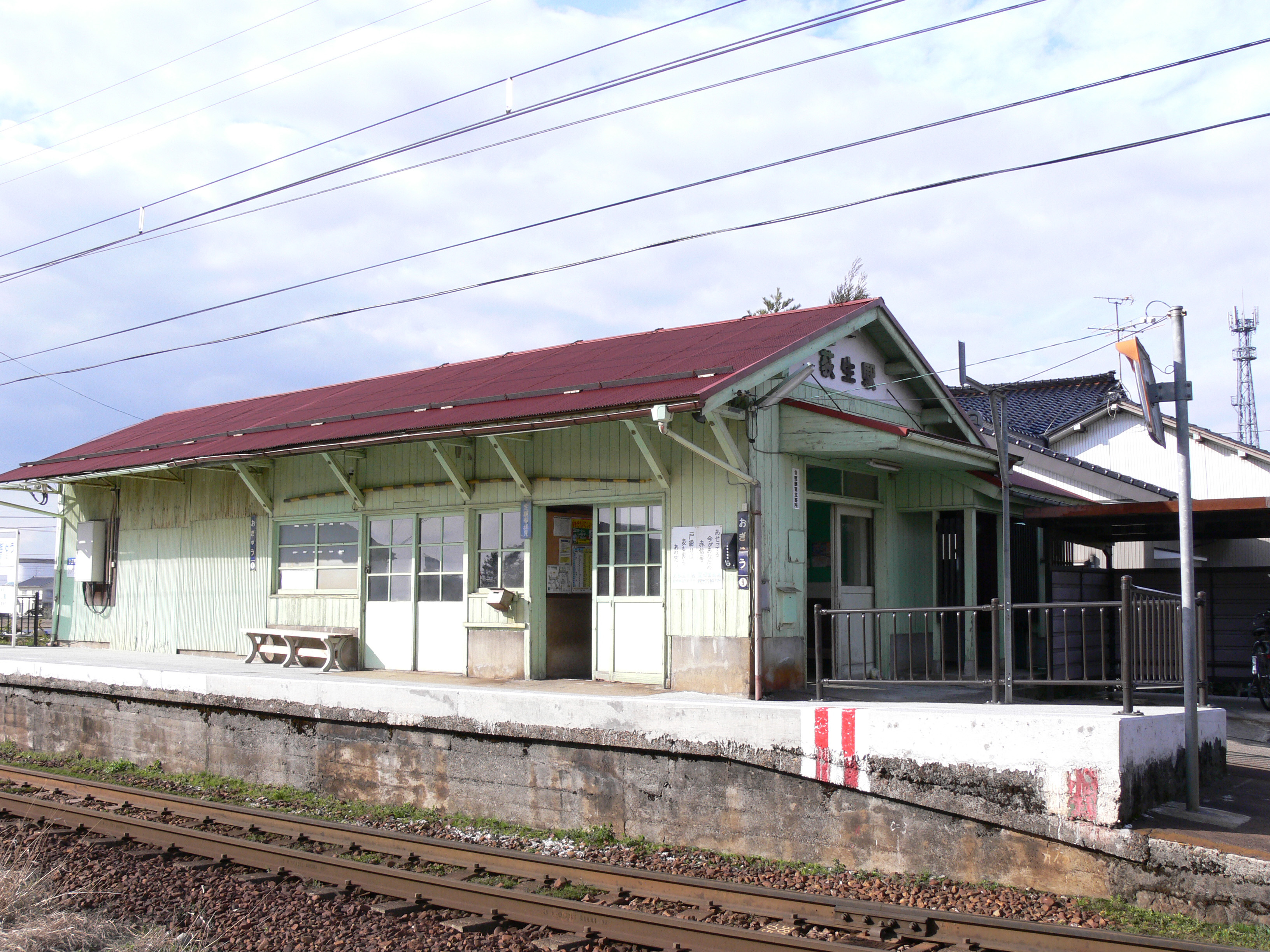
已拆去的荻生站舊站房（2009年4月）

荻生站（日语：／ Ogyu eki */?）是隸屬於富山地方鐵道的鐵路車站，座落於富山縣黑部市，車站編號為T29，現時為無人站。
車站名稱採用舊有市町村制度下所在的荻生村而命名，不過因位處整個區域的西南端邊沿位置，北部區域幾乎未能涵蓋於服務範圍內，所以每日的使用量並不算多。可是，由於黑部市打算於2020年把市內其中三間中學統合（原明峰中學校、櫻井中學校、宇奈月中學校），並以櫻井中學校的校址作為新校舍的選址，預計使用人數會大增，因此得到了黑部市的出資下，在原有站房及月台的另一邊興建新的候車月台及站房，讓學生使用車站時，再不需要如過往般要横過平交道，以保障安全。新月台及站房已於2019年12月25日落成使用。站房擁有權歸黑部市政府；管理權則由地鐵及市政府共同負責。

## 車站結構

### 現時站房
現時使用中為第二代站房，採用鋼筋建成，整個站房以玻璃幕牆為主，玄關及開放式閘口均採用玻璃趟門，讓白天時有大量天然光進入站房。候車室部份及閘口均升高，並設有無障礙斜道前往候車室及月台。考慮使用者以學生為主，候車室的座位棄用了普遍使用膠座位或木板座椅，改為採用較富時代感、沒有椅背的方形皮製個人座椅。另外候車室內也增設了獨立男、女洗手間。

### 第一代站房
第一代站房為木製單層式建築，由開站起一直使用至新站房啟用為止。前端為細小的候車室，進站後左轉即到達月台，後方為原站務員，無人化後窗口被木板所圍封，站務室也變為儲物室。過往曾設有簡易整理卷發行機，但多年前已撤去。

### 月台配置
不論是第1代或是第2代車站，均採用側式月台1座，舊月台的有效長度為2輛，新月台總長度為65米，可容許3節18米長度的車廂完全停靠。新月台由站房起、過半長度均設有上蓋，背面並配以玻璃幕牆，並設有附椅背式木長櫈。此外，採用了和新黑部站相同的新式站牌。
現時列車靠站時，往宇奈月溫泉站方向為右側上落，往上市站方向為左側上落，與舊月台時代為相反。
| 路線  | 方向 | 目的地               | 備註 |
| ----- | ---- | -------------------- | ---- |
| ■本線 | 上行 | 新魚津、電鐵富山方向 |      |
| ■本線 | 下行 | 舌山、宇奈月溫泉方向 |      |

## 歷史
- 1922年11月5日：黑部鐵道三日市站～下立站開業，設站[4]
- 1943年：

- 1月1日：富山縣內各鐵道路線全部統一由富山電氣鐵道統一管理，路線改稱黑部線。
- 11月11日：電壓由600V提升至1500V，並開始直通至電鐵富山站。

- 2019年：

- 2月22日：第2代站房興建工程正式展開。
- 3月16日：增設車站編號。
- 12月25日：第2代站房啟用。

## 利用人數
| 乘車人數推算 | 乘車人數推算 | 乘車人數推算 | 乘車人數推算 | 乘車人數推算 | 乘車人數推算 | 乘車人數推算 | 乘車人數推算 |
| 年度         | 1日平均人數  | 年度         | 1日平均人數  | 年度         | 1日平均人數  | 年度         | 1日平均人數  |
| ------------ | ------------ | ------------ | ------------ | ------------ | ------------ | ------------ | ------------ |
| 1973         | 457          | 1991         | 257          | 2001         | 87           | 2011         | 83           |
| 1975         | 454          | 1992         | 244          | 2002         | 91           | 2012         | 83           |
| 1977         | 450          | 1993         | 232          | 2003         | 88           | 2013         | 83           |
| 1979         | 386          | 1994         | 216          | 2004         | 85           | 2014         | 80           |
| 1981         | 382          | 1995         | 147          | 2005         | 87           | 2015         | 84           |
| 1983         | 348          | 1996         | 133          | 2006         | 89           | 2016         | 81           |
| 1985         | 328          | 1997         | 120          | 2007         | 87           | 2017         | 85           |
| 1987         | 289          | 1998         | 108          | 2008         | 86           |              |              |
| 1989         | 264          | 1999         | 97           | 2009         | 81           |              |              |
| 1990         | ---          | 2000         | 92           | 2010         | 83           |              |              |

## 相鄰車站
富山地方鐵道
■本線
特急「宇奈月」、「黑部」、「阿爾卑斯」
通過
急行、普通
東三日市（T28）－荻生（T29）－長屋（T30）

## 外部連結
- 富山地方鐵道荻生站官方網頁 （页面存档备份，存于）（日語）
- 富山地方鐵道官方部落格介紹新站房。 （页面存档备份，存于）（日語）